# Sōji Shimada
Sōji Shimada (島田 荘司?, Shimada Sōji; Fukuyama, 12 ottobre 1948) è uno scrittore giapponese di romanzi gialli.

## Opere

### Serie del detective Kiyoshi Mitarai
- "Gli omicidi dello zodiaco" (占星術殺人事件?, Senseijutsu satsujin jiken) (1981, pubblicato in Italia nel 2017)
  - "Kaitei kanzenban senseijutsu satsujin jiken" (改訂完全版 占星術殺人事件?) (2008)
- "Naname yashiki no hanzai" (斜め屋敷の犯罪?) (1982)
  - "Kaitei kanzenban naname yashiki no hanza" (改訂完全版 斜め屋敷の犯罪?) (2008)
- "Mitarai Kiyoshi no aisatsu" (御手洗潔の挨拶?) (1987)
- "Iho no kishi" (異邦の騎士?) (1988)
  - "Kaitei kanzenban iho no kishi" (改訂完全版 異邦の騎士?) (1997)
- "Kirisaki Jack hyakunen no kodoku" (切り裂きジャック・百年の孤独?) (1988)
- "Mitarai Kiyoshi no dansu" (御手洗潔のダンス?) (1990)
- "Kurayamizaka hitokui no ki" (暗闇坂の人喰いの木?) (1990)
- "Suisho no pyramiddo" (水晶のピラミッド?) (1991)
- "Memai" (眩暈?) (1992)
- "Atoposu" (アトポス?) (1993)
- "Ryugatei jiken (jyo/ge)" (龍臥亭事件(上・下)?) (1996)
- "Mitarai Kiyoshi no melody" (御手洗潔のメロディ?) (1998)
- "P no misshitsu" (Pの密室?) (1999)
- "Saigo no dinner" (最後のディナー?) (1999)
- "Roshia yurei gunkan ziken" (ロシア幽霊軍艦事件?) (2001)
- "Hollywood certificate" (ハリウッド・サーティフィケート?) (2001)
- "Majin no yugi" (魔神の遊戯?) (2002)
- "Sento nikorasu no, diamondo no kutsu" (セント・ニコラスの、ダイヤモンドの靴?) (2002)
- "Kamikochi no kirisaki Jack" (上高地の切り裂きジャック?) (2003)
- "Nezishiki zazetsuki" (ネジ式ザゼツキー?) (2003)
- "Ryugatei gensou (jyo/ge)" (龍臥亭幻想(上・下)?) (2004)
- "Matenrou no kaijin" (摩天楼の怪人?) (2005)
- "Oboreru ningyo" (溺れる人魚?) (2006)
- "UFO oodori" (UFO大通り?) (2006)
- "Inubo Satomi no bouken" (犬坊里美の冒険?) (2006)
- "Saigo no ikkyu" (最後の一球?) (2006)
- "Ribeltas no guwa" (リベルタスの寓話?) (2007)
- "Shinshindo, sekai isshyu" (進々堂、世界一周?) (2009)

### Serie del detective Takeshi Yoshiki
- "Shindai tokkyu Hayabusa 1/60byo no Kabe" (寝台特急「はやぶさ」1/60秒の壁?) (1984)
- "Izumo densetsu 7/8 no satsuzin" (出雲伝説7/8の殺人?) (1984)
- "Kita no yuzuru 2/3 no satsujin" (北の夕鶴2/3の殺人?) (1984)
- "Kieru suisho tokkyu" (消える「水晶特急」?) (1984)
- "Kakuritsu 2/2 no shi" (確率2/2の死?) (1985)
- "Y no kozu" (Yの構図?) (1986)
- "Hai no meikyu" (灰の迷宮?) (1987)
- "Yoru wa sen no suzu wo narasu" (夜は千の鈴を鳴らす?) (1988)
- "Yutai ridatsu satsujin jiken" (幽体離脱殺人事件?) (1989)
- "Kisou, ten wo ugokasu" (奇想、天を動かす?) (1989)
- "Hagoromo densetsu no kioku" (羽衣伝説の記憶?) (1990)
- "Ra nuki kotoba satsujin jiken" (ら抜き言葉殺人事件?) (1991)
- "Asuka no garasu no kutsu" (飛鳥のガラスの靴?) (1991)
- "Namida nagarerumamani (jyo/ge)" (涙流れるままに(上・下)?) (1999)
- "Yoshiki Takeshi no shozo" (in seguito cambiato in "Hikaru tsuru") (吉敷竹史の肖像(2002年 「光る鶴」に改題)?) (2002)